# Ronco Biellese
Ronco Biellese est une commune italienne de la province de Biella, dans la région Piémont.

## Administration
| Période                                  | Période  | Identité               | Étiquette | Qualité |
| ---------------------------------------- | -------- | ---------------------- | --------- | ------- |
| 2009                                     | En cours | Carla Moglia in Segala |           |         |
| Les données manquantes sont à compléter. |          |                        |           |         |

### Hameaux
Centro, Veggio

### Communes limitrophes
Biella, Pettinengo, Ternengo, Valdengo, Vigliano Biellese, Zumaglia

## Personnalités
- Cristina Patelli (1973-), conseillère municipale de la ville depuis 2014 et députée depuis 2018.